# Luxemburg vasútállomás
Luxemburg vasútállomás (luxemburgi nyelven: Gare Lëtzebuerg, franciául: Gare de Luxembourg, németül: Bahnhof Luxemburg) vasútállomás Luxemburg fővárosában, Luxembourgban, a város déli részén. A pályaudvart a Chemins de Fer Luxembourgeois, az állami tulajdonú vasúttársaság üzemelteti. Az állomást naponta 80 000 utas használja.
Ez a pályaudvar a luxemburgi belföldi vasúthálózat csomópontja, amely az összes luxemburgi vasútvonal megállóhelyeként szolgál. Az ország nemzetközi vasúti csomópontjaként is működik, az összes környező országba közlekedik innen vonat: Belgiumba, Franciaországba és Németországba. 2007 júniusa óta az LGV Est összeköti az állomást a francia TGV-hálózattal.
Az állomás a városközponttól (Ville Haute) 2 km-re délre, a Pétrusse folyótól délre található. Az állomás Luxembourg város egyik negyedéről, a Gare negyedről kapta a nevét.

## Vasútvonalak
Az állomást az alábbi vasútvonalak érintik:
- CFL 10-es vonal
- CFL 50-es vonal
- Metz-Ville-Zoufftgen-vasútvonal
- Namur–Luxemburg-vasútvonal
- Luxemburg–Wasserbillig-vasútvonal
- 70-es vasútvonal
- Luxemburg–Echternach-vasútvonal
- Luxemburg–Remich-vasútvonal

## Kapcsolódó állomások
A vasútállomáshoz az alábbi állomások vannak a legközelebb:
- Cents-Hamm vasútállomás
- Hollerich vasútállomás
- Berchem vasútállomás
- Howald railway station